# Sonorella insignis
Sonorella insignis är en snäckart som beskrevs av Henry Augustus Pilsbry och James Henry Ferriss 1919. Sonorella insignis ingår i släktet Sonorella och familjen Helminthoglyptidae. Inga underarter finns listade i Catalogue of Life.